# Bridgewater (Vermont)
Pour les articles homonymes, voir Bridgewater.
Bridgewater est une ville américaine située dans le Comté de Windsor, dans le Vermont. Selon le recensement de 2020, sa population est de 903 habitants.